# Bactris major
A Bactris major az egyszikűek (Liliopsida) osztályának pálmavirágúak (Arecales) rendjébe, ezen belül a pálmafélék (Arecaceae) családjába tartozó faj.

## Előfordulása
A Bactris major előfordulási területe Mexikótól kezdve Közép-Amerikán keresztül egészen Dél-Amerika északi terjed. Trinidad és Tobagón is megtalálható.

## Változatai
Eddig 3 vagy 4 változatát azonosították, bár a változatokat alig lehet megkülönböztetni egymástól.
- Bactris major var. major[3]
- Bactris major var. infesta (Mart.) Drude[4]
- Bactris major var. socialis (Mart.) Drude[5]

Andrew Henderson, amerikai botanikus és társai, a fentiek mellett egy negyedik változatot, a Bactris major var. megalocarpa-t (Trail ex Thurn) A.J.Hend. is számon tartanak, azonban Govaerts ezt a Bactris major var. major szinonimájának tekinti.

## Képek

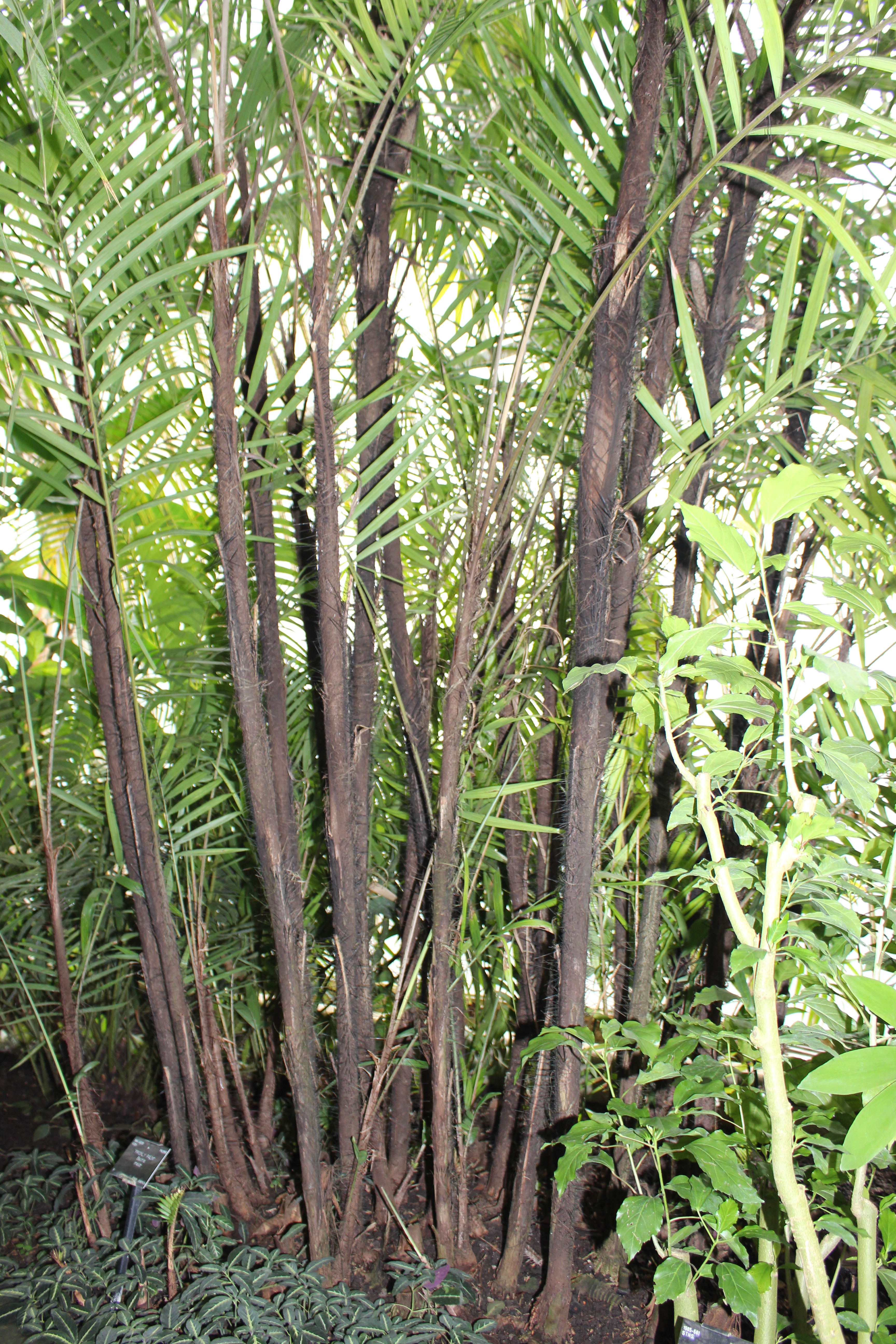
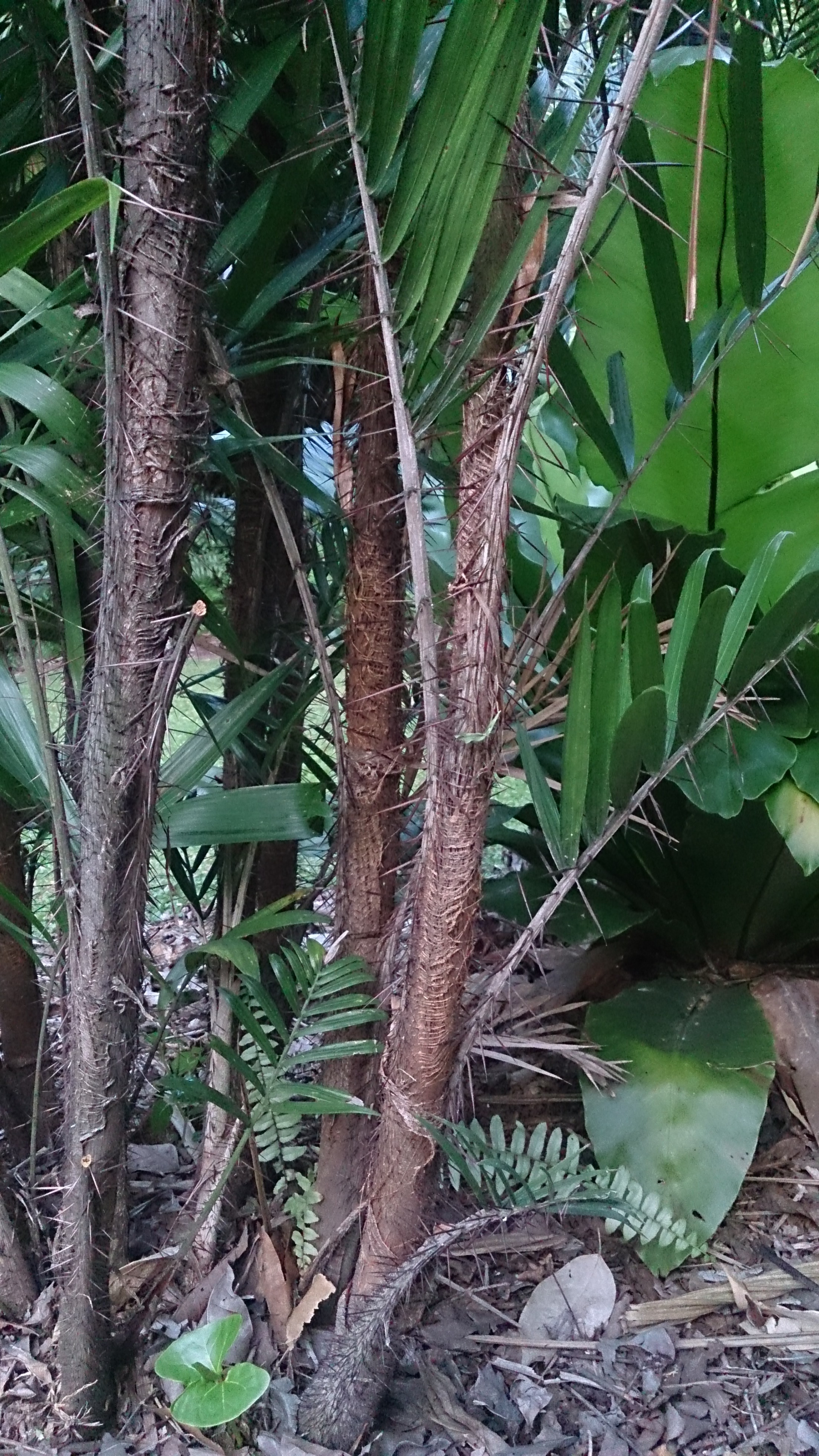
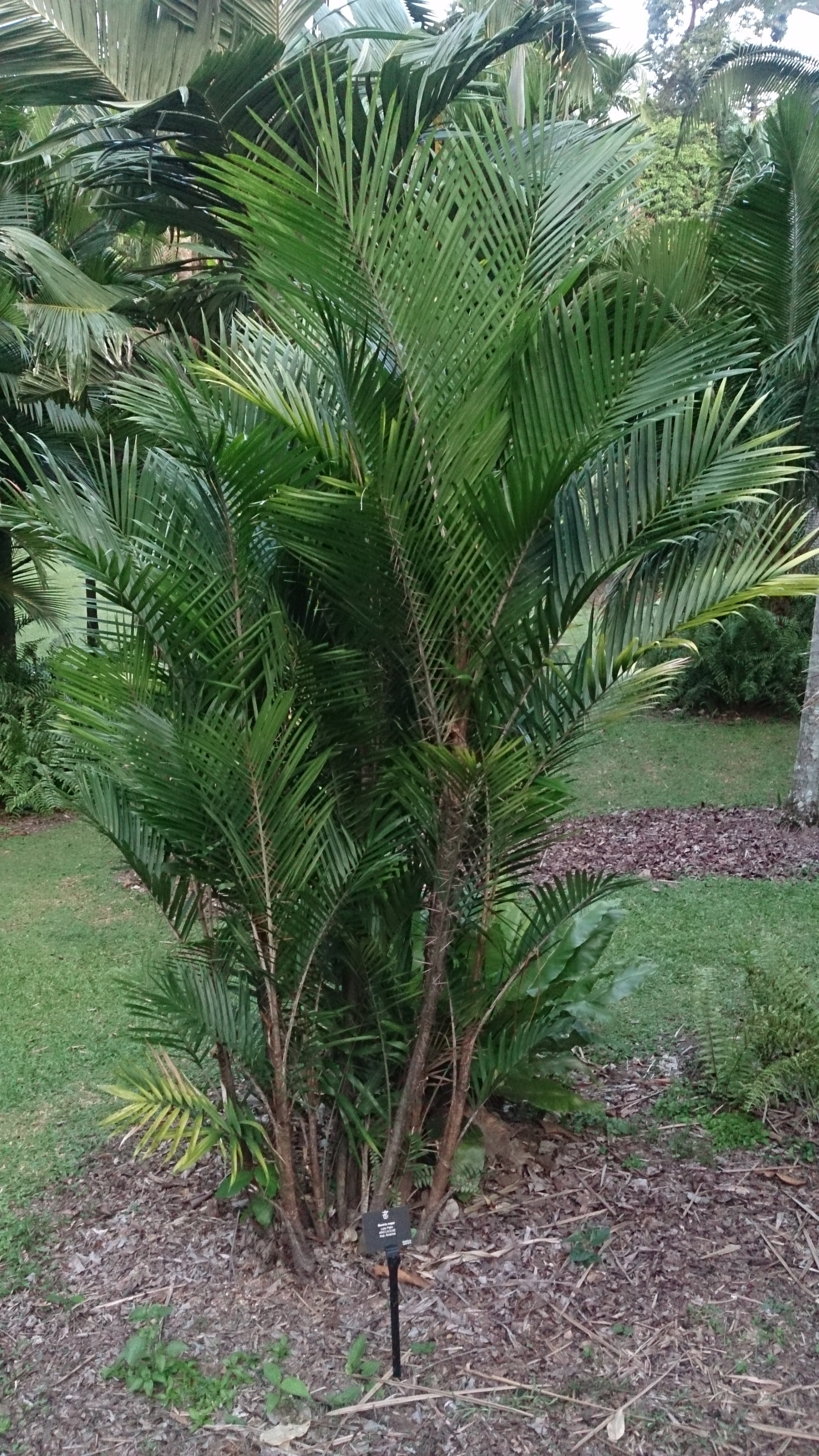
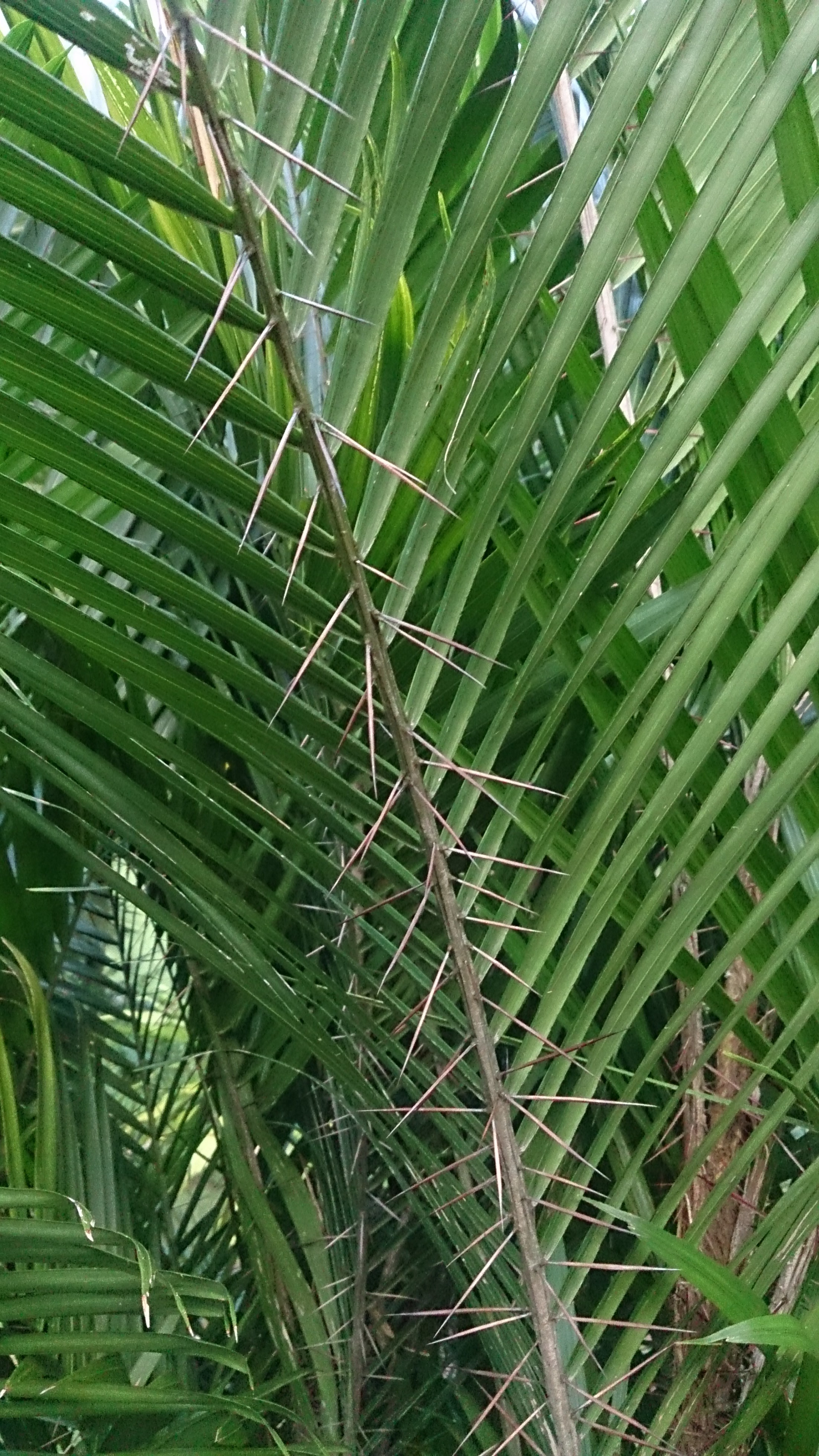

## Megjelenése
Kis és közepes termetű pálmafa, melynek magassága 1-10 méter között mozog. Törzsét számos tövis borítja. A gyümölcsét megeszik, vagy ételek ízesítéséhez használják fel.

### Fordítás
- Ez a szócikk részben vagy egészben  a   Bactris major című angol Wikipédia-szócikk ezen változatának fordításán alapul.  Az eredeti cikk szerkesztőit annak laptörténete sorolja fel. Ez a jelzés csupán a megfogalmazás eredetét és a szerzői jogokat jelzi, nem szolgál a cikkben szereplő információk forrásmegjelöléseként.